# Europsko prvenstvo u rukometu za žene – Nizozemska 1998.
Europsko prvenstvo u rukometu za žene 1998. se održalo od 11. do 20. prosinca 1998. u Nizozemskoj.

## Konačni poredak
1. Norveška
2. Danska
3. Mađarska
4. Austrija
5. Poljska
6. Njemačka
7. Ukrajina
8. Makedonija
9. Rusija
10. Nizozemska
11. Rumunjska
12. Španjolska